# Байгурин, Альжан Махмудович
Альжан Махмудович Байгурин (Байгарин, Байгораев) (10 июля 1896, Торгайская область — 10 октября 1938, Алматы) — казахский ученый, врач, педагог. Участник Алашского движения.

## Биография
Окончил Кустанайское русско-казахское училище (1910), реальное училище (1916), Среднеазиатский университет (г. Ташкент, 1925).
Во время Первой Мировой войны был среди казахов, призванных на черные работы, служил в отделе инородцев под городом Минск.
На I общеказахском съезде выдвинут во Всероссийский мусульманский совет.
В 1922—1937 годах работал заведующим отделом в редакции газеты «Ак жол», в Наркомздраве КазАССР.
В декабре 1937 года был репрессирован. 6 ноября 1956 года реабилитирован.

## Сочинения
- Көкжөтел // Әйел теңдігі. — 1929. — № 9—10; Шума ауруы неден болады? // Әйел теңдігі. — 1929. — № 11—12.